# Gabin (banda)
Gabin es un grupo musical italiano de nu jazz formado en 2001 por Massimo Bottini y Filippo Clary.
El nombre del grupo hace mención del actor francés de los años 30 y 70: Jean Gabin.

## Publicaciones
Debutaron en 2002 con su álbum: Gabin, el cual incluye los sencillos: Doo, Uap, Doo Uap, Doo Uap, Sweet Sadness y La Maison.
En 2004 publicaron Mr. Freedom con influencias de blues y el cual apareció en las películas de 2005 y 2008: Los 4 Fantásticos y Sex Drive respectivamente.
En 2010 lanzan su tercer trabajo: Third and Double.

## Discografía
- Gabin (2002)
- Mr. Freedom (2004, EMI)
- The Best of Gabin (2008)
- Third and Double (2010)
- The First Ten Years (2012)
- TAD Replay (2012)
- Soundtrack System (2014)